# Ошен (тауншип, округ Ошен, Нью-Джерси)
Ошен (англ. Ocean) — тауншип в одноимённом округе Нью-Джерси, США. Согласно переписи 2010 года, население составляет 8 332 человека.

## История
Ошен был зарегистрирован в качестве тауншипа актом Легислатуры Нью-Джерси 13 апреля 1876 года. Части Лейси и Юниона (ныне Барнегата) были взяты для образования Ошена. После некоторые территории Ошена пошли на создание тауншипа Лонг-Бич и боро Айленд-Бич. Ошен получил своё название из-за приморского расположения.

## География
По данным Бюро переписи населения США, тауншип имеет общую площадь в 84,97 км2. Из них 54,65 км2 приходятся на сушу,  а 30,31 км2 — на воду.
Ошен граничит с Барнегат-Лайтом, тауншипами Барнегат, Беркли, Лейси и Лонг-Бич.

## Население
| Год переписи | Нас. |  | %±     |
| --- | ---- |  | ------ |
| 1880 | 484  |  | —      |
| 1890 | 482  |  | −0,4%  |
| 1900 | 436  |  | −9,5%  |
| 1910 | 397  |  | −8,9%  |
| 1920 | 286  |  | −28%   |
| 1930 | 387  |  | 35,3%  |
| 1940 | 427  |  | 10,3%  |
| 1950 | 520  |  | 21,8%  |
| 1960 | 921  |  | 77,1%  |
| 1970 | 2222 |  | 141,3% |
| 1980 | 3731 |  | 67,9%  |
| 1990 | 5416 |  | 45,2%  |
| 2000 | 6450 |  | 19,1%  |
| 2010 | 8332 |  | 29,2%  |
| 1880–2010 — перепись населения. Источники: 1880-2000 1880-1920 1880-1890 1890-1910 1910-1930 1930-1990 2000 2010 |      |  |        |

## Политика
По состоянию на 23 марта 2011 года в Ошене было зарегистрировано в общей сложности 6 245 избирателей, из которых 1 017 были демократами, 2 095 — республиканцами и 3 128 — независимыми. За другими партиями было зарегистрировано 5 избирателей.

## Дороги и магистрали
По состоянию на май 2010 года в тауншипе было в общей сложности 93,54 км дорог.
Через Ошен проходят такие дороги, как GSP и US 9.